# 下塔悠
下塔悠，是臺北市的一個地名，由基隆河截彎取直之新河道分割為不相通之南北兩部分，今日分屬松山區北部、中山區東北部。涵蓋中山區成功里東半部、金泰里東南角以外大部份、大佳里東端小部分，松山區莊敬里西端小部分和精忠里北端小部分。

## 歷史

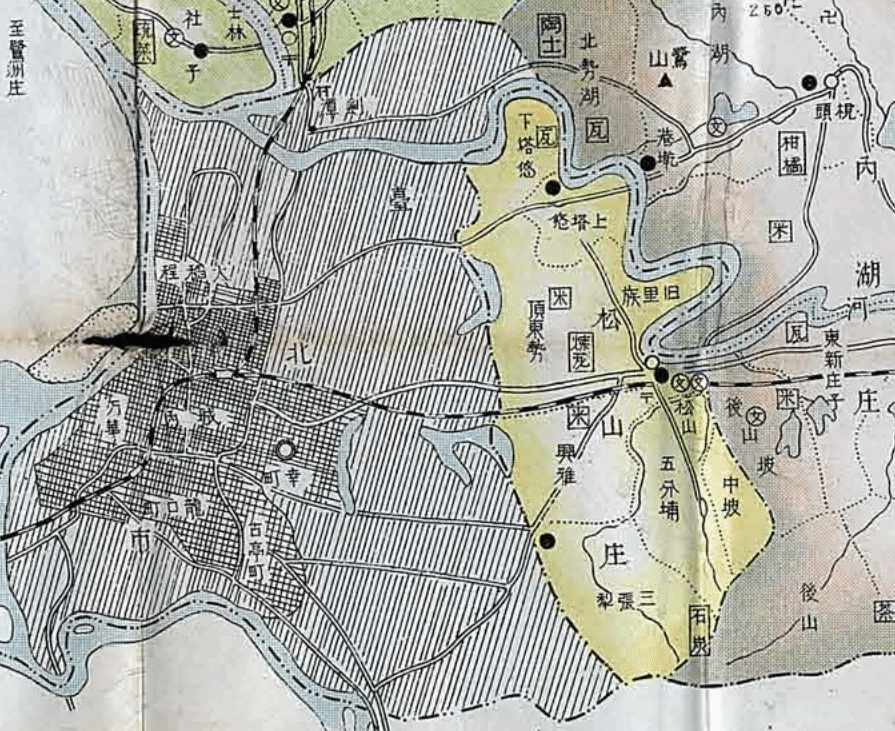
隸屬臺北州七星郡松山庄的下塔悠大字，與臺北市大直及內湖庄北勢湖當時相隔基隆河（1932年七星郡管內圖）

「塔悠」一名來自原住民凱達格蘭族（巴賽族）部落塔塔悠社（Catayo）之名，意為「髮飾」。台灣清治末期至日治前期，該地區為一街庄，稱為「下塔悠庄」，隸屬於大加蚋堡。該庄北隔基隆河與大直庄、北勢湖庄為鄰，東南與上塔悠庄為鄰，南邊為東勢庄，西邊為下埤頭庄。
1901年（日治明治三十四年）11月，該庄為臺北廳直轄，隸屬於第三區。1906年（明治三十九年）1月，該庄改隸於錫口支廳「錫口區」。1920年（大正九年）10月，下塔悠庄改制為「下塔悠」大字，隸屬於臺北州七星郡松山庄。1938年（昭和十三年）4月，松山庄併入州轄臺北市。
戰後臺北市改制為省轄市，1946年2月劃分為10個區，下塔悠地區隸屬於松山區，劃為金鳳、玉露2里。1968年7月臺北市改制為院轄市。1981年4月金鳳、玉露2里合併為金鳳里，之後又與上塔悠的永泰里合併為金泰里。1990年3月，臺北市各區重劃，該地區仍屬於松山區。
1994年5月因基隆河截彎取直調整區界，下塔悠遭新河道一分為二，北半部被劃入中山區，金泰里裁撤併入鄰近里別。2002年第五期里行政區調整，原金鳳里東北部自中山區成功里重新劃出金泰里。

## 交通
- 臺北捷運  文湖線擦過下塔悠地區西南角，境內雖未設站，但松山機場站、劍南路站皆距離本區不遠。
- 規劃中的  東環段由劍南路站往內湖科技園區延伸，預計在本區設有Y30站。
- 國道1號橫越下塔悠地區的南部（基隆河南岸區域），主線最近的出入口為圓山交流道。汐五高架則設有下塔悠匝道。

## 學校
- 濱江國中
- 濱江國小

## 宗教場所

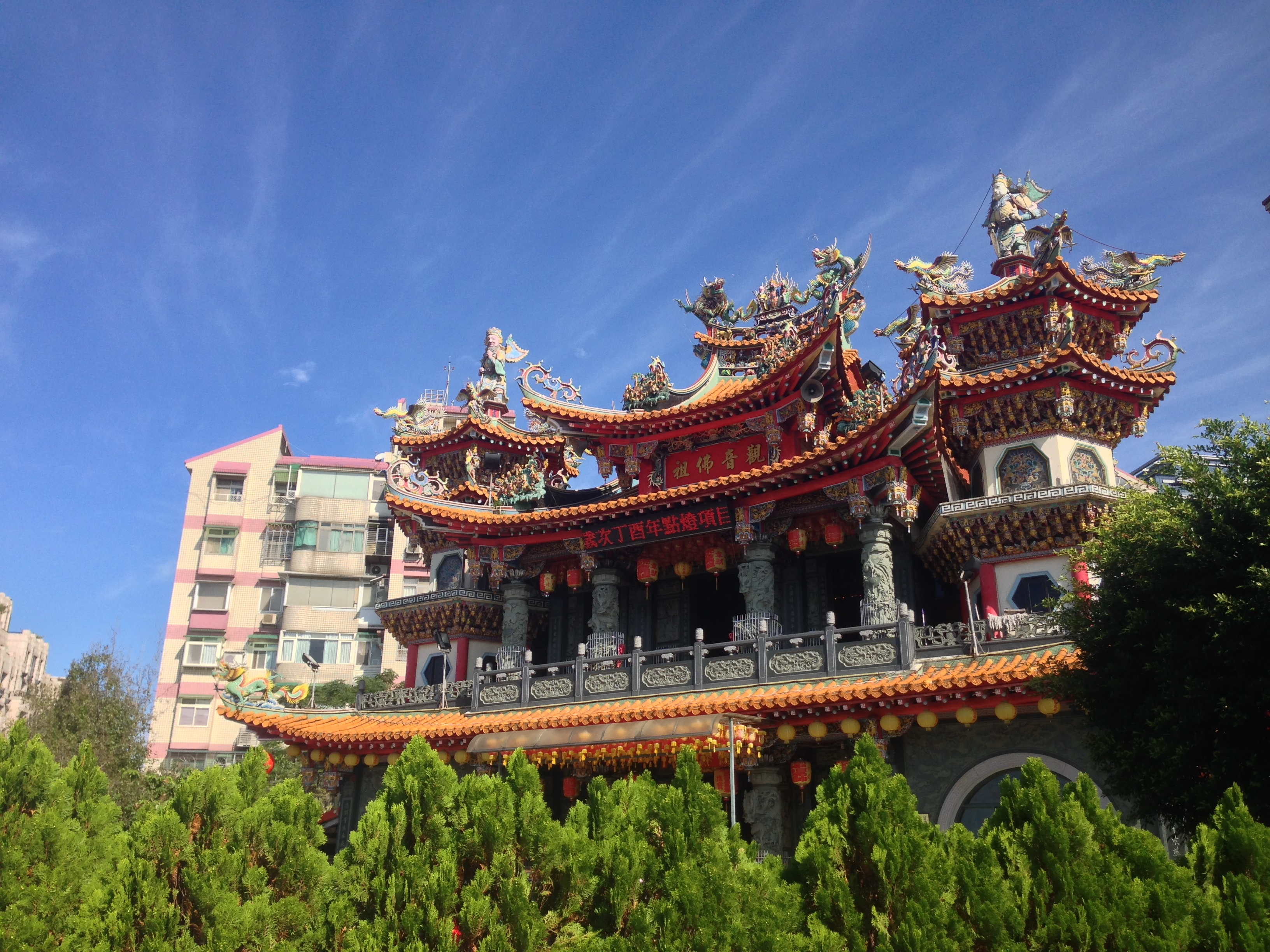
下塔悠福德爺宮：見證當地歷史的傳統建築

- 下塔悠福德爺宮（基隆河截彎取直範圍內三十多間寺廟中僅存未拆遷的宮廟），1912年建立，又名下塔悠金玉禪寺，一樓為福德爺宮，二樓則為金玉禪寺，其供奉的觀音菩薩聖像分靈自艋舺龍山寺。
- 下塔悠鎮安宮
- 真如苑樂群館
- 夏凱納靈糧之家

## 商業設施
- 美麗華百樂園
- 忠泰樂生活

## 飯店
- 臺北大直英迪格酒店
- 臺北萬豪酒店
- 臺北大直香樹花園酒店
- 臺北維多麗亞酒店
- 臺北美福大飯店